# К.а. Росетти (Бузау)
К.а. Росетти (рум. C.a. Rosetti) насеље је у Румунији у округу Бузау у општини К.А. Росетти. Oпштина се налази на надморској висини од 49 m.

## Становништво
Према подацима из 2011. године у насељу је живело 959 становника.